# Bernd Meier
Bernd Meier (Rain, 11 de fevereiro de 1972 - Burgheim, 2 de agosto de 2012) foi um futebolista alemão que atuava como goleiro.

## Carreira
Tendo sido descoberto para o futebol no TSV Rain am Lech, equipe da sua cidade natal, Meier passaria algum tempo na base do TSV Burgheim. Até 1993, jogou pelo TSV Aindling, tendo assinado seu primeiro contrato com um time grande no mesmo ano, quando foi para o Munique 1860.
Permaneceu no time de Munique até 1999, quando foi para o Borussia Mönchengladbach, sendo reserva do experiente Uwe Kamps, disputando somente duas partidas. Em 2002, foi contratado pelo LR Ahlen, onde viveu seu melhor momento na carreira, atuando em 84 partidas. Antes de ser contratado pelo Borussia Dortmund, Meier rompeu os ligamentos durante um treino.
Recuperado, foi colocado no time de reservas do Dortmund, jogando duas partidas. Na última, justamente contra sua ex-equipe, o Ahlen, rompeu novamente os ligamentos, e tal lesão contribuiu para o encerramento da carreira do goleiro, que na época tinha 35 anos.
Em janeiro de 2010, foi escolhido como treinador de goleiros do Wacker Burghausen.

## Morte
Internado em um hospital de Burgheim com uma intoxicação alimentar, Meier sofreu uma parada cardíaca e faleceu aos quarenta anos.